# Mercedes-Benz EQB
L'EQB est un SUV à 7 places électrique produit par le constructeur automobile allemand Mercedes-Benz à partir de 2021. Elle est le second modèle de la gamme EQ, dédiée aux voitures électriques du constructeur de Stuttgart, après l'EQC commercialisée à partir de 2019 et avant l'EQA lancée en janvier 2021.

## Présentation

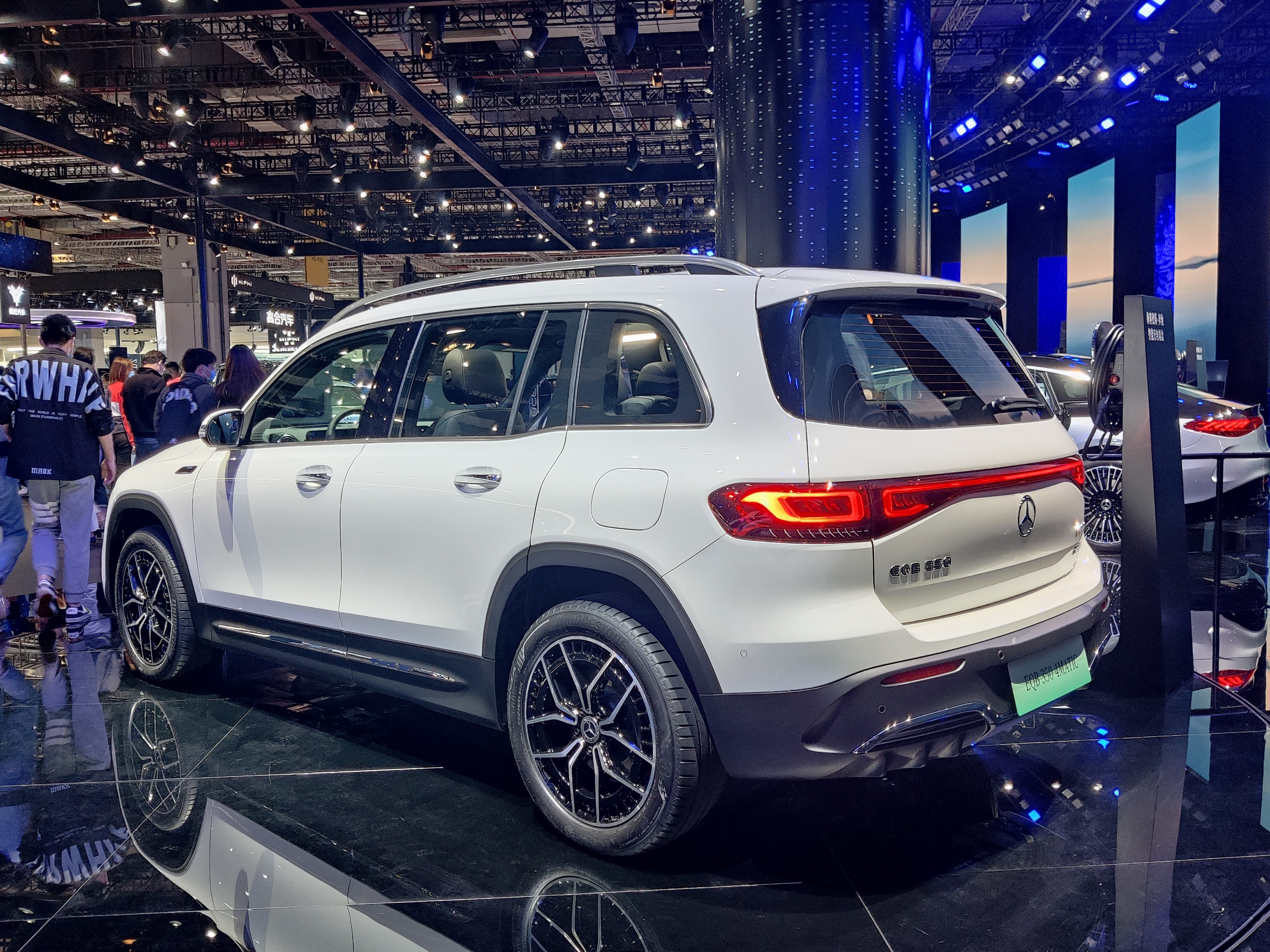
Mercedes-Benz EQB phase 1.

La Mercedes-Benz EQB est présentée en Chine le 18 avril 2021, la veille de l'ouverture du salon de l'automobile de Shanghai.
Le modèle européen devait être fabriqué en France, à Hambach. Il est finalement industrialisé en Hongrie, après que Daimler ait vendu son usine française à Ineos.
L'EQB reçoit des améliorations techniques en octobre 2022, avec une batterie plus grande. L'EQB 250 est renommée « EQB 250+ ». Toutefois, la version à quatre roues motrices ne voit pas sa batterie évoluer.

### Phase 2
La version restylée de l'EQB est présentée en septembre 2023 au salon de l'automobile de Munich.

## Caractéristiques techniques

### Batterie
La Mercedes-Benz EQB bénéficie d'une autonomie supérieure à 300 km grâce à sa batterie Lithium-ion de 60 kWh. À partir de 2022, la batterie bénéficie d'une capacité utile de 70,5 kWh portant l'autonomie de 452 à 507 km selon les options choisies. 